# علی‌اصغر امیرانی
علی‌اصغر امیرانی (۱۲۹۴ بیجار – ۱۳۶۰ تهران) بنیان‌گذار، مدیر و نویسنده مجله خواندنیها بود که در اوایل انقلاب ایران اعدام شد.
امیرانی دارای لیسانس حقوق از دانشگاه تهران بود. او از روزنامه‌نگاران اواخر پادشاهی رضاشاه بود. او در سال ۱۳۱۹ مجله خواندنیها را منتشر کرد. این مجله نزدیک ۴۰ سال و تا پس از انقلاب اسلامی ایران پیوسته منتشر می‌شد.

## زندگی‌نامه
امیرانی کودکی خردسال بود که مادرش را ازدست‌داد و پدرش (که وکیل عدلیه بود و سفری نیز به اروپا داشت)، با خاله وی ازدواج نمود. تحصیلات مقدماتی را در مکتبخانه آغاز نمود و آن را در مدرسه احمدیه بیجار ادامه داد. در این هنگام او خاله خود را نیز از دست داد و پدرش برای بار سوم با دخترعموی مادرش ازدواج کرد. پدرش که فردی روشنفکر بود، علی‌اصغر را برای ادامه تحصیل به تهران فرستاد. جایی که با پسر دکتر محمد مصدق همکلاس شد.
در تهران، به ناچار به مشاغلی همچون تدریس خصوصی، ساعت سازی، آهنگری، کارگری چاپخانه و پارو کردن برف مشغول شد. او سپس نقش پیک ارسال نشریات به خانه مشترکان را ایفا می‌نمود و به جای دستمزد، هزینه تمبر پستی را دریافت می‌کرد.
او نوشتن را از نشریه‌هایی که توزیعشان را بر عهده داشت آغاز نمود تا سرانجام به روزنامه اطلاعات یعنی معتبرترین روزنامه آن عصر پیوست.

## خواندنیها
امیرانی سرانجام در سال ۱۳۱۹ موفق شد تا اتاقی اجاره کند و با جمع‌آوری خواندنی‌ترین و جالب‌ترین مطالب چاپ شده در نشریات روز، جزوه خواندنیها را چاپ نماید. این جزوه طی سال بعد به مجله‌ای نسبتاً منظم تبدیل شد و انتشارش تا سال ۱۳۵۸ ادامه یافت. عمده شهرت امیرانی حاصل انتشار چهل ساله این مجله‌است.

## روابط با دربار و سرچشمه‌های قدرت
امیرانی، در میان درباریان، بیش از همه به شاهپور غلامرضا نزدیک بود. بدترین فرد دربار نیز از دید وی اشرف پهلوی بوده‌است. او از دوستان نزدیک سپهبد فضل‌الله زاهدی بود و با استفاده از همین دوستی موفق شد تا پس از کودتای ۲۸ مرداد، با وساطت میان وی و نشریاتی چون روزنامه کیهان و اطلاعات، موجبات تجدید انتشار آن‌ها را فراهم آورد.
او هم چنین از امتیاز دوستی صمیمانه با امیر اسدالله علم برخوردار بود و به لطف همین دوستی توانست تصاویر تمام رنگی تاجگذاری شاه را حتی پیش از آسوشیتدپرس منتشر نماید.

## دستگیری پیش از انقلاب
در سال ۱۳۲۱، قوام‌السلطنه همه روزنامه‌ها و مجلات کشور را تعطیل نمود و مدیران آن‌ها را به زندان انداخت. امیرانی نیز مانند دیگران دستگیر شد و نزدیک به دوماه در زندان بود.

## دستگیری و اعدام
امیرانی یک بار در ۲۲ اسفند ۱۳۵۷ دستگیر و پس از مدتی در تابستان ۱۳۵۸ آزاد گردید. در این هنگام وی به خواست خود ادامه انتشار خواندنیها را متوقف نمود. او مدتی بعد از نو دستگیر شد. ابتدا به هشت سال زندان محکوم شد که حکم را نپذیرفت. در دادگاه فرجام او به اعدام محکوم شد و در روز ۳۱ خرداد ۱۳۶۰ اعدام گردید.